# Niszibisz
Niszibisz ókori nagyváros volt Mezopotámiában, a Mügdoniosz folyó partján. Mai neve Nusaybin, Törökország Mardin tartományában.

## Fekvése
A mai Törökországban, a szír határ közelében található.

## Története
A város története több mint háromezer évre nyúlik vissza. Nevét az asszír források említették először Kr. e. 900 körül. A Mügdoniosz folyó partján fekvő település fontos közlekedési és kereskedelmi csomópont volt. Szeleukidák, örmények, rómaiak, pártusok és szásszánidák is harcoltak érte, gyakran cserélt gazdát, népessége etnikailag és vallásilag is vegyes volt. A makedón uralom alatt Mügdoniai Antiochia néven volt ismert. A római időkben Septimius Severus császár (193–211) megerősítette és a Római Birodalom keleti végvárává tette. Iovianus császár 363-ban végleg átengedte a perzsáknak, kereskedő lakói Amidába és Edesszába távoztak. A város 640-ben arab, majd török uralom alá került, ma csupán kis mezőváros.
A városnak ősi keresztény múltja volt. Iskolája „niszibiszi iskola” néven lett híres. Az ottani arám dialektusban alakult ki a szír irodalom, amelynek alapítója és legjelentősebb képviselője Szír Szent Efrém volt.

## Itt születtek, itt éltek
- Niszibiszi Szent Jakab 300-308 körül a város híres püspöke volt. Az ő alapításának tartják a híres niszbiszi iskolát is és 325-ben jelen volt a niceai zsinaton is, Alexandriai Szent Atanáz szerint az Arius ellen legkeményebben küzdők egyikeként. Megvilágosító Szent Gergellyel való állítólagos kapcsolata miatt nagy tiszteletnek örvend – a szír mellett – az örmény egyházban is. Sírja is Niszibiszben található.

- Szír Szent Efrém itt született 306-ban. Szülei keresztény hitben nevelték, de csak tizennyolc éves korában kereszteltették meg. Efrém akkoriban Niszibiszi Szent Jakab püspök mellett élt, de nagy hatással volt rá Vologezesz püspök is. Hamarosan a niszibiszi iskola ünnepelt tanára lett, ahol elsősorban a Szentírás tanulmányozása folyt. Tanítói munkája mellett gazdag írói tevékenységet fejtett ki. Ekkor keletkeztek hitrõl szóló beszédei. Csak 363 körül, Iovanius császár idejében, amikor Niszibisz a perzsáké lett, vonult vissza a nyugatra eső Edesszába (ma Urfa, Délkelet-Törökországban).